# Brinay (Cher)
Pour les articles homonymes, voir Brinay.
Brinay est une commune française située dans le département du Cher, en région Centre-Val de Loire.

## Géographie
Brinay se trouve sur la rive gauche du Cher.

### Climat
Pour des articles plus généraux, voir Climat du Centre-Val de Loire et Climat du Cher.
En 2010, le climat de la commune est de type climat océanique dégradé des plaines du Centre et du Nord, selon une étude du CNRS s'appuyant sur une série de données couvrant la période 1971-2000. En 2020, Météo-France publie une typologie des climats de la France métropolitaine dans laquelle la commune est exposée à un climat océanique altéré et est dans la région climatique  Centre et contreforts nord du Massif Central, caractérisée par un air sec en été et un bon ensoleillement. 
Pour la période 1971-2000, la température annuelle moyenne est de 11,3 °C, avec une amplitude thermique annuelle de 15,3 °C. Le cumul annuel moyen de précipitations est de 702 mm, avec 10,8 jours de précipitations en janvier et 7 jours en juillet. Pour la période 1991-2020, la température moyenne annuelle observée sur la station météorologique la plus proche, située sur la commune de Quincy à 5 km à vol d'oiseau, est de 12,1 °C et le cumul annuel moyen de précipitations est de 735,0 mm,. Pour l'avenir, les paramètres climatiques de la commune estimés pour 2050 selon différents scénarios d'émission de gaz à effet de serre sont consultables sur un site dédié publié par Météo-France en novembre 2022.
| Mois                                  | jan.             | fév.            | mars          | avril         | mai             | juin           | jui.           | août           | sep.          | oct.            | nov.             | déc.             | année      |
| ------------------------------------- | ---------------- | --------------- | ------------- | ------------- | --------------- | -------------- | -------------- | -------------- | ------------- | --------------- | ---------------- | ---------------- | ---------- |
| Température minimale moyenne (°C)     | 1,5              | 1               | 3,1           | 4,9           | 8,9             | 11,8           | 13,4           | 13,4           | 10            | 7,9             | 3,5              | 1,7              | 6,8        |
| Température moyenne (°C)              | 4,7              | 5,2             | 8,5           | 10,9          | 15,1            | 18,5           | 20,3           | 20,3           | 16,4          | 12,8            | 7,4              | 4,8              | 12,1       |
| Température maximale moyenne (°C)     | 7,9              | 9,4             | 14            | 16,9          | 21,4            | 25,1           | 27,2           | 27,3           | 22,7          | 17,8            | 11,3             | 7,8              | 17,4       |
| Record de froid (°C) date du record   | −19,6 09.01.1985 | −16 05.02.1963  | −12 01.03.05  | −6 04.04.1973 | −1,3 05.05.1979 | 0,9 05.06.1976 | 3,3 06.07.1979 | 2,6 26.08.1966 | 0 30.09.1972  | −6,8 30.10.1997 | −11,2 23.11.1993 | −12,5 31.12.1985 | −19,6 1985 |
| Record de chaleur (°C) date du record | 18,3 05.01.1999  | 22,8 24.02.1990 | 25,7 19.03.05 | 30,9 30.04.05 | 34,8 27.05.05   | 38,4 22.06.03  | 39,4 26.07.06  | 42,4 10.08.03  | 35,9 04.09.05 | 30,8 01.10.1985 | 22,9 03.11.1994  | 20,3 16.12.1989  | 42,4 2003  |
| Précipitations (mm)                   | 59,3             | 50,3            | 52            | 61,2          | 75,5            | 52,8           | 59,9           | 56,6           | 58,1          | 71,4            | 68,2             | 69,7             | 735        |

## Urbanisme

### Typologie
Au 1er janvier 2024, Brinay est catégorisée commune rurale à habitat dispersé, selon la nouvelle grille communale de densité à 7 niveaux définie par l'Insee en 2022.
Elle est située hors unité urbaine. Par ailleurs la commune fait partie de l'aire d'attraction de Vierzon, dont elle est une commune de la couronne,. Cette aire, qui regroupe 20 communes, est catégorisée dans les aires de moins de 50 000 habitants,.

### Occupation des sols
L'occupation des sols de la commune, telle qu'elle ressort de la base de données européenne d’occupation biophysique des sols Corine Land Cover (CLC), est marquée par l'importance des territoires agricoles (64,2 % en 2018), une proportion sensiblement équivalente à celle de 1990 (64,3 %). La répartition détaillée en 2018 est la suivante : 
terres arables (51 %), forêts (35 %), zones agricoles hétérogènes (7,2 %), cultures permanentes (4,9 %), prairies (1 %), eaux continentales (0,7 %). L'évolution de l’occupation des sols de la commune et de ses infrastructures peut être observée sur les différentes représentations cartographiques du territoire : la carte de Cassini (XVIIIe siècle), la carte d'état-major (1820-1866) et les cartes ou photos aériennes de l'IGN pour la période actuelle (1950 à aujourd'hui).

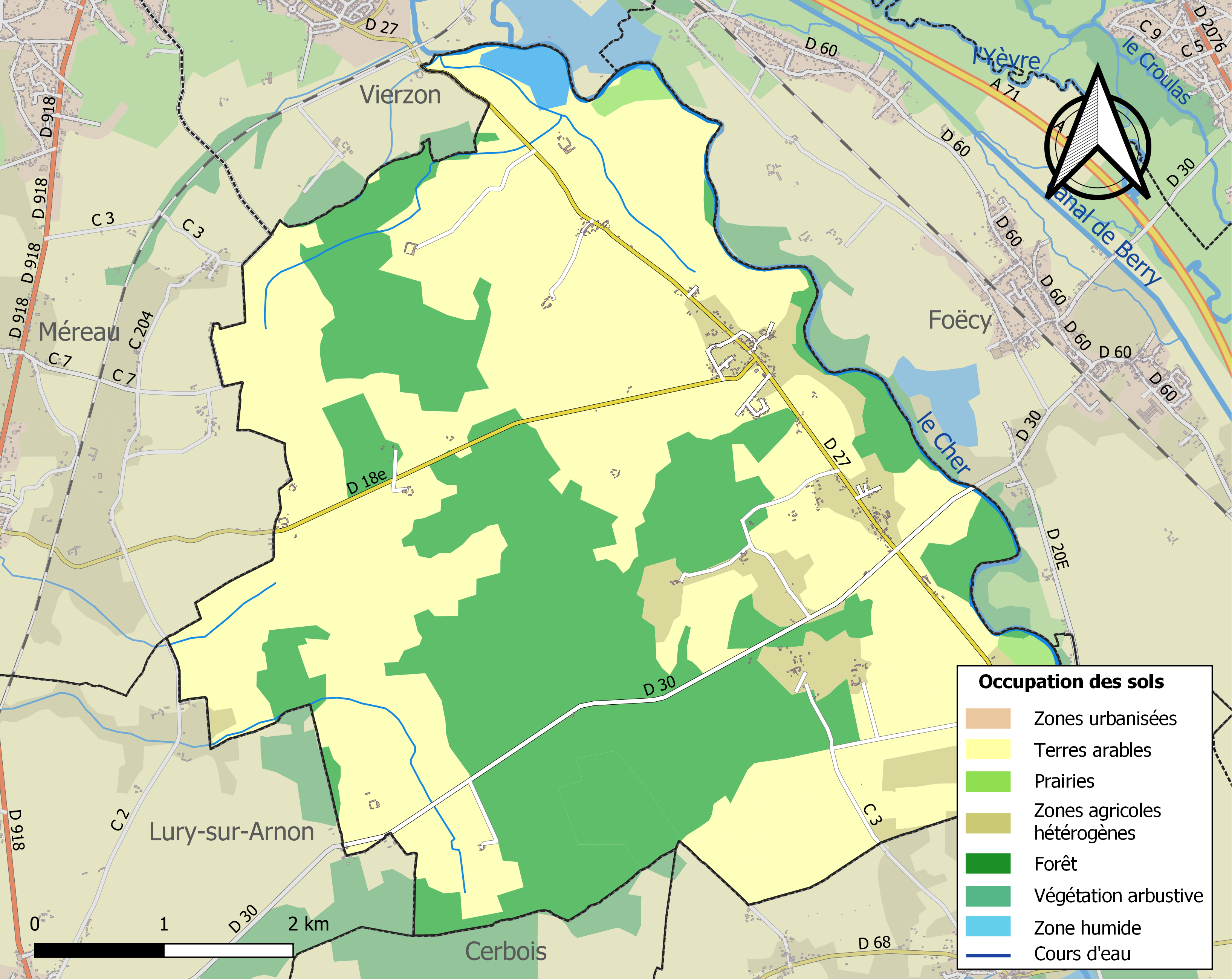
Carte des infrastructures et de l'occupation des sols de la commune en 2018 (CLC).

### Risques majeurs
Le territoire de la commune de Brinay est vulnérable à différents aléas naturels : météorologiques (tempête, orage, neige, grand froid, canicule ou sécheresse), inondations, mouvements de terrains et séisme (sismicité faible). Un site publié par le BRGM permet d'évaluer simplement et rapidement les risques d'un bien localisé soit par son adresse soit par le numéro de sa parcelle.
Certaines parties du territoire communal sont susceptibles d’être affectées par le risque d’inondation par débordement de cours d'eau, notamment le Cher. La commune a été reconnue en état de catastrophe naturelle au titre des dommages causés par les inondations et coulées de boue survenues en 1982, 1999 et 2011,.

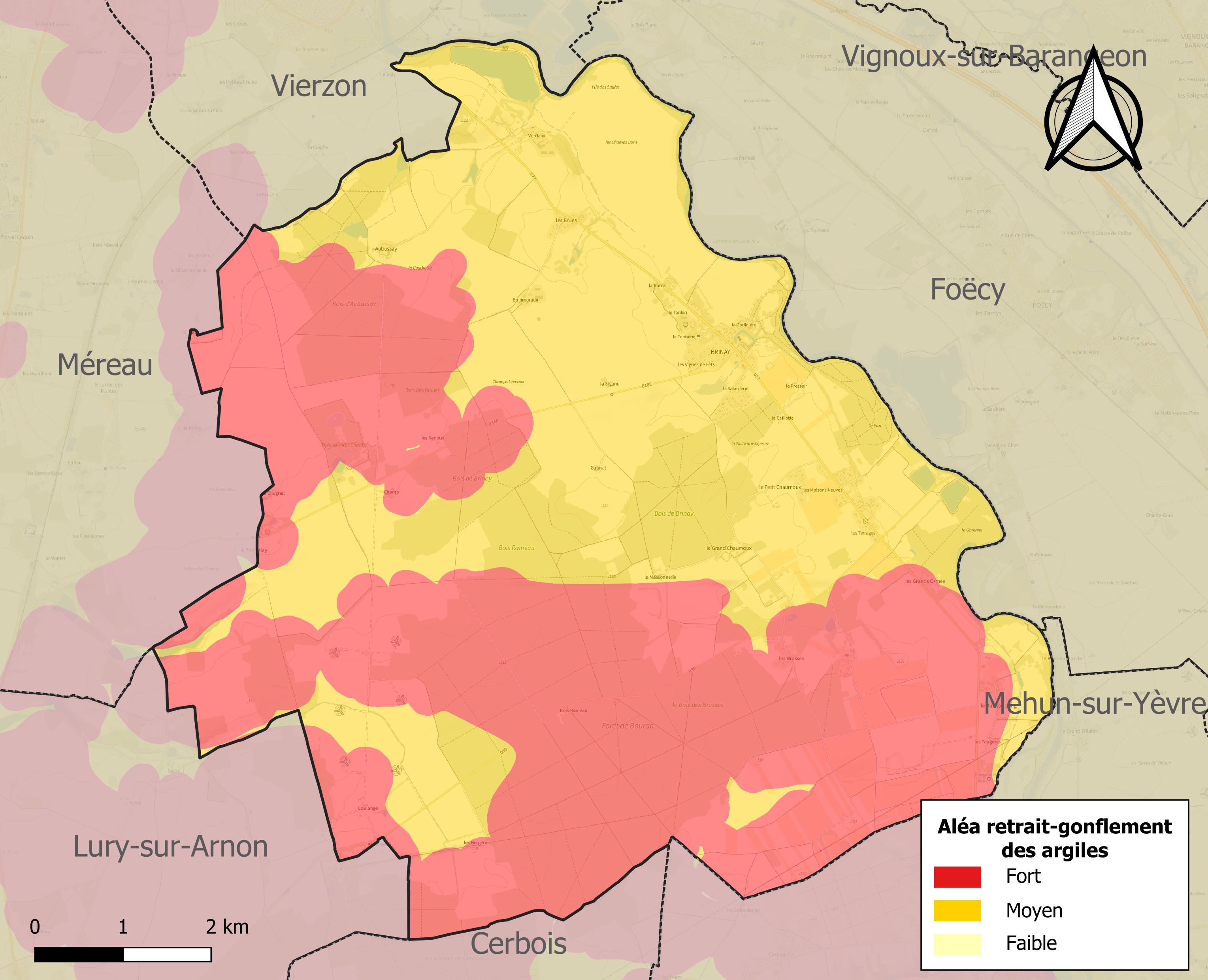
Carte des zones d'aléa retrait-gonflement des sols argileux de Brinay.

La commune est vulnérable au risque de mouvements de terrains constitué principalement du retrait-gonflement des sols argileux. Cet aléa est susceptible d'engendrer des dommages importants aux bâtiments en cas d’alternance de périodes de sécheresse et de pluie. La totalité de la commune est en aléa moyen ou fort (90 % au niveau départemental et 48,5 % au niveau national). Sur les 269 bâtiments dénombrés sur la commune en 2019, 269 sont en aléa moyen ou fort, soit 100 %, à comparer aux 83 % au niveau départemental et 54 % au niveau national. Une cartographie de l'exposition du territoire national au retrait gonflement des sols argileux est disponible sur le site du BRGM,.
Concernant les mouvements de terrains, la commune a été reconnue en état de catastrophe naturelle au titre des dommages causés par la sécheresse en 1989, 1992, 2002, 2011, 2018 et 2019 et par des mouvements de terrain en 1999.

## Politique et administration
| Période   | Période   | Identité         | Étiquette | Qualité                                   |
| --------- | --------- | ---------------- | --------- | ----------------------------------------- |
| mars 1989 | juin 1995 | Raymond Tatin    | DVD       | Conseiller général                        |
| juin 1995 | en cours  | Bernard Baucher, |           | Ingénieur ou cadre technique d'entreprise |

## Démographie
L'évolution du nombre d'habitants est connue à travers les recensements de la population effectués dans la commune depuis 1793. Pour les communes de moins de 10 000 habitants, une enquête de recensement portant sur toute la population est réalisée tous les cinq ans, les populations de référence des années intermédiaires étant quant à elles estimées par interpolation ou extrapolation. Pour la commune, le premier recensement exhaustif entrant dans le cadre du nouveau dispositif a été réalisé en 2008.

En 2022, la commune comptait 507 habitants, en évolution de −3,61 % par rapport à 2016 (Cher : −2,48 %, France hors Mayotte : +2,11 %).
| 1793 | 1800 | 1806 | 1821 | 1831 | 1836 | 1841 | 1846 | 1851 |
| ---- | ---- | ---- | ---- | ---- | ---- | ---- | ---- | ---- |
| 613  | 504  | 569  | 594  | 531  | 586  | 607  | 612  | 627  |

| 1856 | 1861 | 1866 | 1872 | 1876 | 1881 | 1886 | 1891 | 1896 |
| ---- | ---- | ---- | ---- | ---- | ---- | ---- | ---- | ---- |
| 694  | 696  | 628  | 652  | 633  | 635  | 644  | 632  | 589  |

| 1901 | 1906 | 1911 | 1921 | 1926 | 1931 | 1936 | 1946 | 1954 |
| ---- | ---- | ---- | ---- | ---- | ---- | ---- | ---- | ---- |
| 536  | 509  | 477  | 436  | 430  | 393  | 379  | 340  | 344  |

| 1962 | 1968 | 1975 | 1982 | 1990 | 1999 | 2006 | 2008 | 2013 |
| ---- | ---- | ---- | ---- | ---- | ---- | ---- | ---- | ---- |
| 300  | 318  | 329  | 452  | 546  | 467  | 495  | 503  | 531  |

| 2018 | 2022 | - | - | - | - | - | - | - |
| ---- | ---- | - | - | - | - | - | - | - |
| 517  | 507  | - | - | - | - | - | - | - |

## Culture locale et patrimoine

### Lieux et monuments
- Le site acheuléen de la Noira situé à mi-hauteur du versant ouest, à la base de la nappe alluviale de la formation des Fougères qui correspondrait à une phase de transition interglaciaire-glaciaire[23].

- L'église Saint-Aignan[24]. est une église romane datant du XIe siècle, dédiée à saint Aignan, évêque d'Orléans au Ve siècle. Elle est surtout connue pour ses fresques du XIIe siècle qui ornent les murs de son chœur, redécouvertes en 1911 par le peintre André Humbert[25]. Le cycle en commence sur l'arc d'ouverture (allégorie des mois), pour se poursuivre sur les parois, illustrant surtout l'enfance et le début du ministère de Jésus, de l'Annonciation aux Noces de Cana. L'église est classée monument historique depuis 1972.

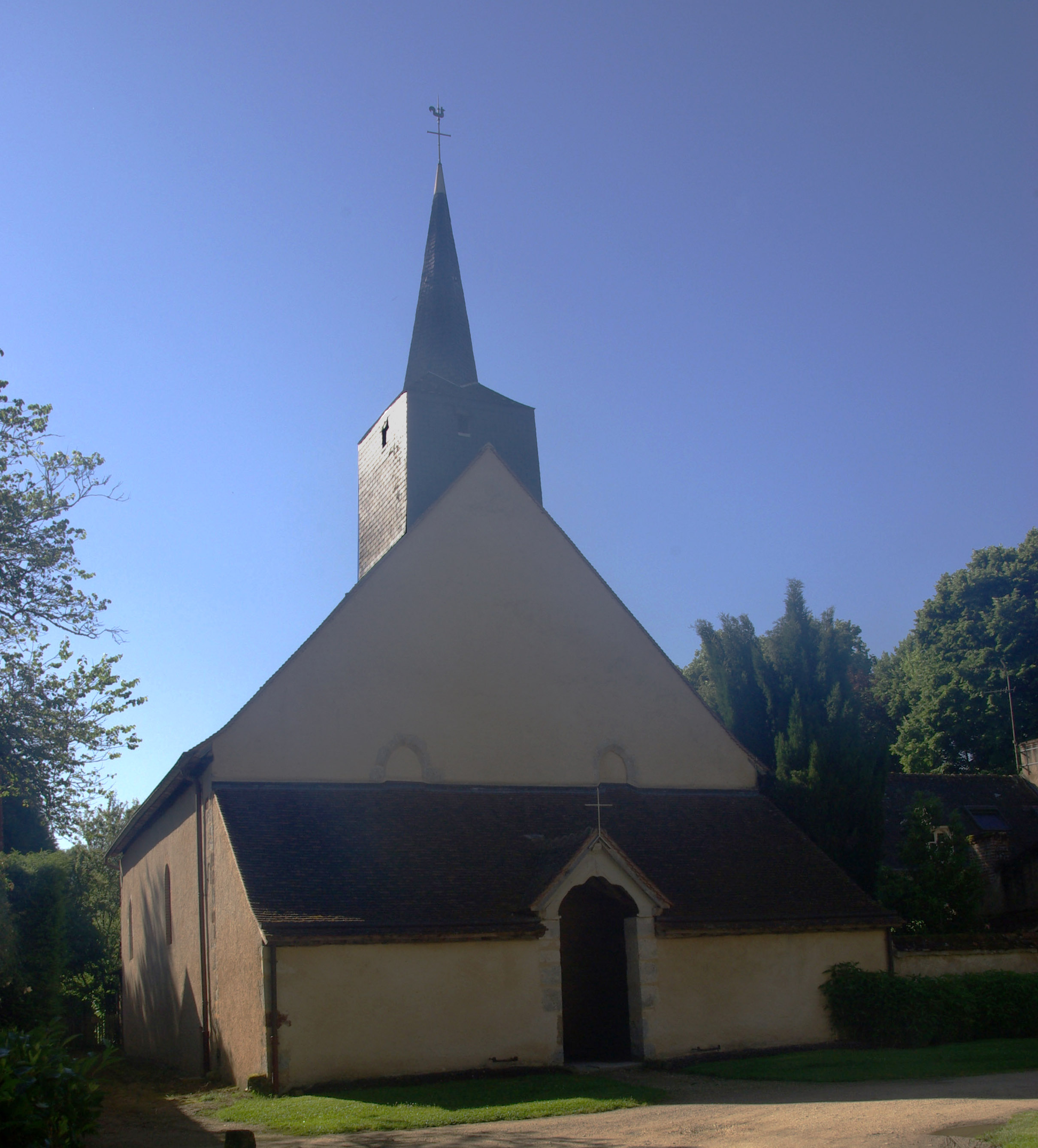
L'Église Saint-Aignan
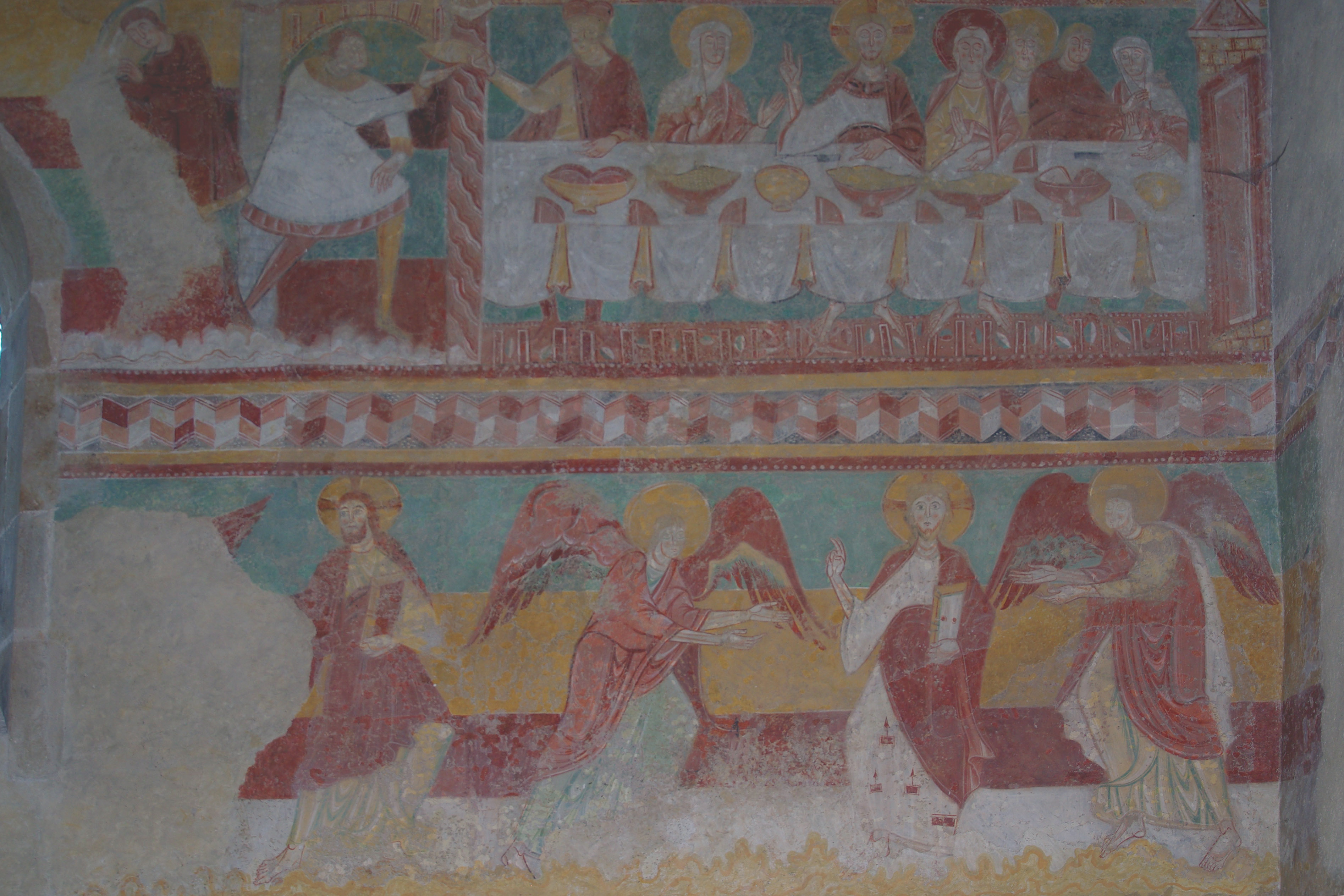
Une fresque de l'Église Saint-Aignan
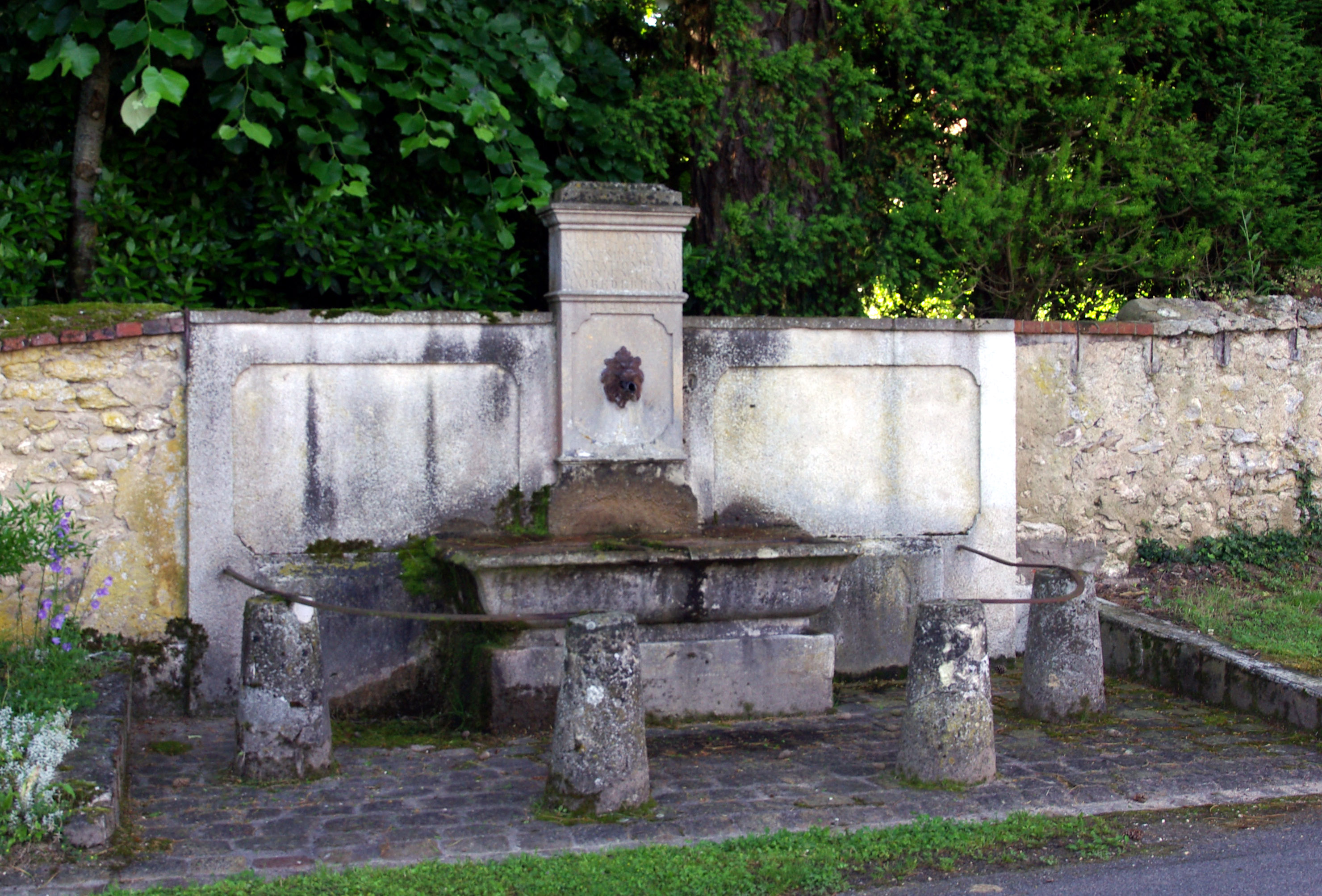
La Fontaine publique
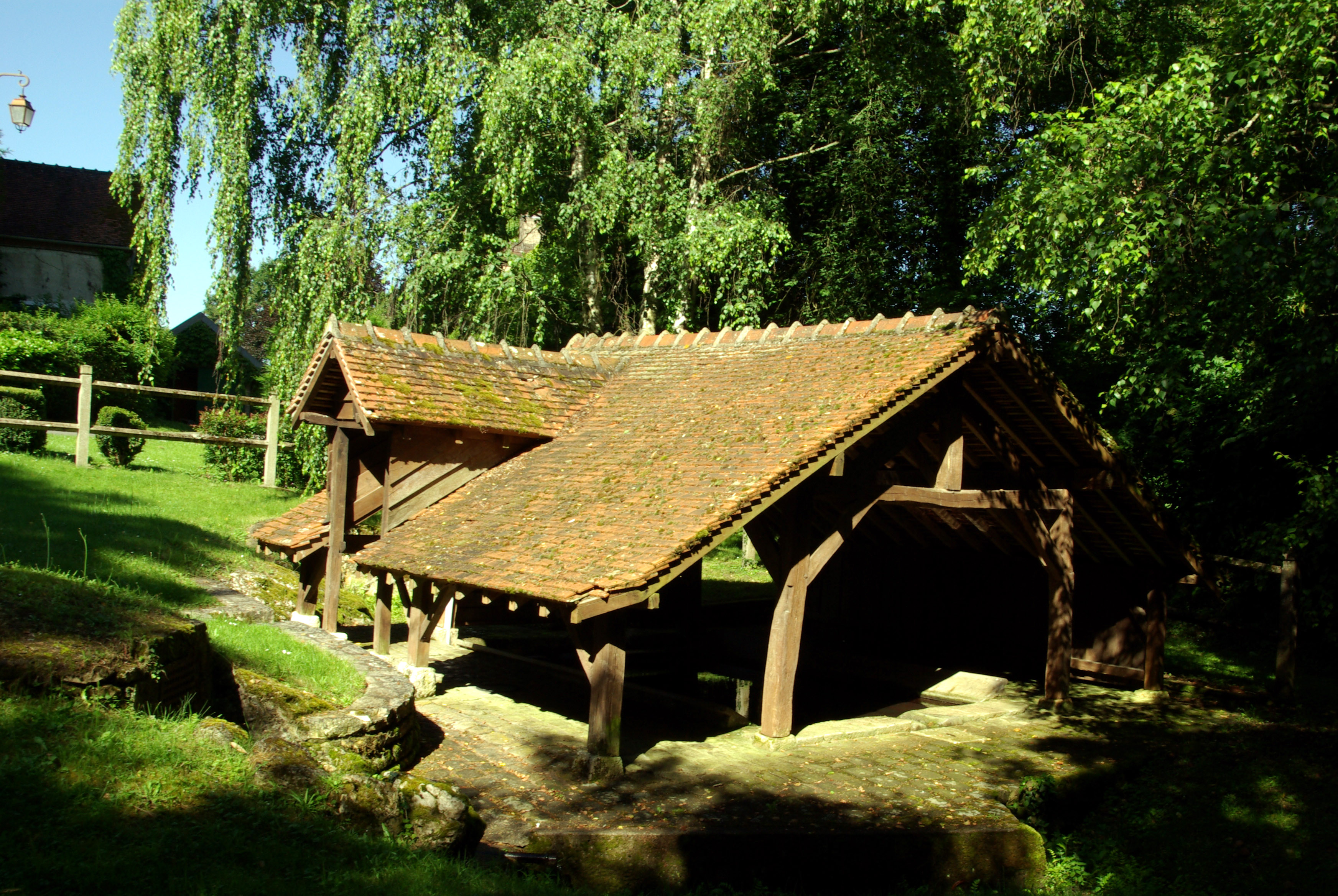
Le Lavoir

### Personnalités liées à la commune
- Olivier Giscard d'Estaing (1927-2021), inhumé dans le cimetière de Brinay.
- Jean-Pierre Chaussin, footballeur né à Brinay en 1958.